# You Xiaodi
You Xiaodi (尤曉迪; Cina, 12 maggio 1996) è una tennista cinese.

## Statistiche WTA

### Doppio

#### Sconfitte (3)
| Legenda               | Legenda      |
| --------------------- | ------------ |
| Grande Slam (0)       |              |
| Argenti Olimpici (0)  |              |
| WTA Finals (0)        |              |
| WTA Elite Trophy (1)  |              |
| Dal 2009 al 2020      | Dal 2021     |
| Premier Mandatory (0) | WTA 1000 (0) |
| Premier 5 (0)         | WTA 1000 (0) |
| Premier (0)           | WTA 500 (0)  |
| International (2)     | WTA 250 (0)  |

| N. | Data              | Torneo                                              | Superficie  | Compagna      | Avversarie in finale       | Punteggio        |
| 1. | 26 settembre 2015 | Guangzhou International Women's Open, Canton        | Cemento     | Xu Shilin     | Martina Hingis Sania Mirza | 3-6, 1-6         |
| 2. | 6 novembre 2016   | WTA Elite Trophy, Zhuhai                            | Cemento (i) | Yang Zhaoxuan | İpek Soylu Xu Yifan        | 4-6, 6-3, [7-10] |
| 3. | 29 luglio 2018    | Jiangxi International Women's Tennis Open, Nanchang | Cemento     | Lu Jingjing   | Jiang Xinyu Tang Qianhui   | 4-6, 4-6         |

## Circuito WTA 125

### Doppio

#### Vittorie (1)
| N. | Data              | Torneo                             | Superficie | Compagna    | Avversarie in finale | Punteggio           |
| 1. | 10 settembre 2017 | Dalian Women's Tennis Open, Dalian | Cemento    | Lu Jingjing | Guo Hanyu Ye Qiuyu   | 7-6(2), 4-6, [10-5] |

#### Sconfitte (2)
| N. | Data             | Torneo                           | Superficie  | Compagna      | Avversarie in finale              | Punteggio        |
| 1. | 20 novembre 2022 | WTA Argentina Open, Buenos Aires | Terra rossa | Jang Su-jeong | Irina Bara Sara Errani            | 1-6, 5-7         |
| 2. | 4 febbraio 2023  | Copa Oster, Cali                 | Terra rossa | Kyōka Okamura | Weronika Falkowska Katarzyna Kawa | 1-6, 7-5, [6-10] |

## Statistiche ITF

### Singolare

#### Vittorie (6)
| Torneo $100.000 (0) |
| Torneo $80.000 (0)  |
| Torneo $75.000 (0)  |
| Torneo $60.000 (1)  |
| Torneo $50.000 (0)  |
| Torneo $40.000 (0)  |
| Torneo $25.000 (2)  |
| Torneo $15.000 (0)  |
| Torneo $10.000 (3)  |

| N. | Data             | Torneo                                                | Superficie  | Avversaria         | Punteggio   |
| 1. | 15 giugno 2015   | ITF Women's Circuit Anning, Anning                    | Terra rossa | Sowjanya Bavisetti | 7-5, 6-3    |
| 2. | 31 agosto 2015   | ITF Women's Circuit Yeongwol, Contea di Yeongwol      | Cemento     | Han Sung-hee       | 6-1, 6-3    |
| 3. | 7 settembre 2015 | ITF Women's Circuit Yeongwol, Contea di Yeongwol      | Cemento     | Zhao Di            | 7-5, 6-2    |
| 4. | 30 giugno 2019   | Naiman Open, Bandiera di Naiman                       | Cemento     | Gao Xinyu          | 6-3, 6-3    |
| 5. | 26 agosto 2019   | Jinan International Open, Jinan                       | Cemento     | Kaylah McPhee      | 6-3, 7-6(5) |
| 6. | 29 febbraio 2020 | Del Mar Financial Partners Inc. Open, Rancho Santa Fe | Cemento     | Rebecca Šramková   | 6-4, 7-6(5) |

#### Sconfitte (8)
| Torneo $100.000 (0) |
| Torneo $80.000 (0)  |
| Torneo $75.000 (0)  |
| Torneo $60.000 (0)  |
| Torneo $50.000 (0)  |
| Torneo $40.000 (2)  |
| Torneo $25.000 (4)  |
| Torneo $15.000 (1)  |
| Torneo $10.000 (1)  |

| N. | Data           | Torneo                                                             | Superficie      | Avversaria        | Punteggio        |
| 1. | 20 marzo 2016  | ITF Women's Circuit Nanjing, Nanchino                              | Cemento         | Liu Chang         | 6–4, 6(6)–7, 1–6 |
| 2. | 8 aprile 2018  | ITF Women's Circuit Nanjing, Nanchino                              | Cemento         | Gai Ao            | 6–3, 4–6, 0–6    |
| 3. | 8 marzo 2020   | Oracle Pro Series Las Vegas, Las Vegas                             | Cemento         | Robin Montgomery  | 6-2, 3-6, 4-6    |
| 4. | 9 ottobre 2022 | Cal-Comp & XYZprinting ITF World Tennis Tour, Distretto di Hua Hin | Cemento         | Bai Zhuoxuan      | 5-7, 4-6         |
| 5. | 11 giugno 2023 | Luzhou Open, Luzhou                                                | Cemento         | Wang Yafan        | 5-7, 2-6         |
| 6. | 16 luglio 2023 | ITF World Tennis Tour Naiman, Bandiera di Naiman                   | Cemento         | Li Zongyu         | 4-6, 2-6         |
| 7. | 20 agosto 2023 | Women's Zhongchang, Nanchang                                       | Terra rossa (i) | Lanlana Tararudee | 2-6, 3-6         |
| 8. | 16 marzo 2025  | China Women's Shenzhen Guangming, Shenzhen                         | Cemento         | Guo Hanyu         | 4-6, 5-7         |

### Doppio

#### Vittorie (19)
| Torneo $100.000 (1) |
| Torneo $80.000 (0)  |
| Torneo $75.000 (1)  |
| Torneo $60.000 (4)  |
| Torneo $50.000 (2)  |
| Torneo $40.000 (0)  |
| Torneo $25.000 (4)  |
| Torneo $15.000 (2)  |
| Torneo $10.000 (5)  |

| N.  | Data              | Torneo                                          | Superficie   | Compagna         | Avversarie in finale                 | Punteggio           |
| 1.  | 11 agosto 2014    | ITF Women's Circuit Istanbul, Istanbul          | Cemento      | Wang Yan         | Gao Xinyu Yang Zhaoxuan              | w/o                 |
| 2.  | 22 settembre 2014 | GD Tennis Cup, Adalia                           | Cemento      | Wang Yan         | Harriet Dart Jessica Simpson         | 6–1, 3–6, [10–8]    |
| 3.  | 29 settembre 2014 | GD Tennis Cup, Adalia                           | Cemento      | Ye Qiuyu         | Déborah Kerfs Camilla Rosatello      | 7–5, 2–6, [10–8]    |
| 4.  | 6 ottobre 2014    | GD Tennis Cup, Adalia                           | Cemento      | Ye Qiuyu         | Kateřina Kramperová Daiana Negreanu  | 7–6(3), 5–7, [10–6] |
| 5.  | 16 marzo 2015     | ITF Women's Circuit Jiangmen, Jiangmen          | Cemento      | Zhu Aiwen        | Xin Yuan Ye Qiuyu                    | 4–6, 7–5, [10–4]    |
| 6.  | 28 settembre 2015 | Zhuhai Open, Zhuhai                             | Cemento      | Xu Shilin        | Irina Chromačëva Emily Webley-Smith  | 3-6, 6-2, [10-4]    |
| 7.  | 1º febbraio 2016  | Launceston Tennis International, Launceston     | Cemento      | Zhu Lin          | Nadežda Kičenok Mandy Minella        | 2-6, 7-5, [10-7]    |
| 8.  | 10 maggio 2016    | Biyuan Zhengzhou Women's Tennis Open, Zhengzhou | Cemento      | Xun Fangying     | Akgul Amanmuradova Michaela Hončová  | 1–6, 6–2, [10–7]    |
| 9.  | 27 giugno 2016    | Helsingborg Ladies Open, Helsingborg            | Terrar rossa | Tian Ran         | Cornelia Lister Anna Morgina         | 6-4, 6-3            |
| 10. | 14 novembre 2016  | Shenzhen Longhua Open, Shenzhen                 | Cemento      | Nina Stojanović  | Han Xinyun Zhu Lin                   | 6–4, 7–6(6)         |
| 11. | 9 aprile 2017     | Jolie Ville Golf Women's, Sharm el-Sheikh       | Cemento      | Ana Veselinović  | Ola Abou Zekry Sandra Samir          | 6-3, 7-5            |
| 12. | 15 aprile 2017    | Jolie Ville Golf Women's, Sharm el-Sheikh       | Cemento      | Ana Veselinović  | Laura-Ioana Andrei Melanie Klaffner  | 2–6, 7–5, [13–11]   |
| 13. | 10 agosto 2018    | Jinan International Open, Jinan                 | Cemento      | Wang Xinyu       | Hsieh Yu-chieh Lu Jingjing           | 6-3, 6(5)-7, [10-2] |
| 14. | 25 agosto 2018    | Sekisho Challenge Open, Tsukuba                 | Cemento      | Akiko Ōmae       | Naiktha Bains Hiroko Kuwata          | 6–0, 7–6(4)         |
| 15. | 11 maggio 2019    | Jin'an Open, Lu'an                              | Cemento      | Beatrice Gumulya | Mai Minokoshi Erika Sema             | 6-1, 7-5            |
| 16. | 15 giugno 2019    | Hengyang Open, Hengyang                         | Cemento      | Zhang Ying       | Sun Xuliu Zhao Qianqian              | 6-1, 6-0            |
| 17. | 30 gennaio 2021   | Open GDF SUEZ 42, Andrézieux-Bouthéon           | Cemento (i)  | Lu Jiajing       | Paula Kania-Choduń Katarina Zavac'ka | 6-3, 6-4            |
| 18. | 10 febbraio 2024  | Burnie International, Burnie                    | Cemento      | Tang Qianhui     | Ma Yexin Alana Parnaby               | 6-4, 7-5            |
| 19. | 12 luglio 2025    | Circuito Banco BRB, Rio Claro                   | Terra rossa  | Dang Yiming      | Luiza Fullana Carla Markus           | 6-1, 6-2            |

#### Sconfitte (11)
| Torneo $100.000 (0) |
| Torneo $80.000 (0)  |
| Torneo $75.000 (0)  |
| Torneo $60.000 (1)  |
| Torneo $50.000 (0)  |
| Torneo $40.000 (0)  |
| Torneo $25.000 (8)  |
| Torneo $15.000 (0)  |
| Torneo $10.000 (2)  |

| N.  | Data             | Torneo                                                       | Superficie  | Compagna          | Avversarie in finale                             | Punteggio              |
| 1.  | 1º agosto 2014   | ITF Women's Circuit Istanbul, Istanbul                       | Cemento     | Gao Xinyu         | Mai Minokoshi Akiko Ōmae                         | 6–3, 2–6, [4–10]       |
| 2.  | 17 luglio 2015   | ITF Women's Circuit Tianjin, Tientsin                        | Cemento     | Chen Jiahui       | Liu Wanting Lu Jingjing                          | 7–6(4), 6(4)–7, [4–10] |
| 3.  | 6 settembre 2015 | ITF Yeongwol Women's Circuit, Contea di Yeongwol             | Cemento     | Zhang Yukun       | Han Sung-hee Hong Seung-yeon                     | 5–7, 6–3, [7–10]       |
| 4.  | 4 aprile 2016    | Kashiwa Open, Kashiwa                                        | Cemento     | Zhu Lin           | Yang Zhaoxuan Zhang Kailin                       | 5–7, 6–2, [9–11]       |
| 5.  | 14 luglio 2017   | ITF Women's Circuit Naiman, Bandiera di Naiman               | Cemento     | Lu Jingjing       | Gao Xinyu Xun Fangying                           | 7-6(5), 4-6, [8-10]    |
| 6.  | 30 marzo 2019    | Kōfu International Open, Kōfu                                | Cemento     | Xun Fangying      | Chang Kai-chen Hsu Ching-wen                     | 3-6, 4-6               |
| 7.  | 29 febbraio 2020 | Del Mar Financial Partners Inc. Open, Rancho Santa Fe        | Cemento     | Eudice Wong Chong | Kayla Day Sophia Whittle                         | 2-6, 7-5, [7-10]       |
| 8.  | 23 gennaio 2021  | Fujairah International Women Tennis Open, Emirato di Fujaira | Cemento     | Liang En-shuo     | Çağla Büyükakçay Viktorija Golubic               | 7-5, 4-6, [4-10]       |
| 9.  | 17 giugno 2022   | Open ITF Arcadis Brezo Osuna, Madrid                         | Cemento     | Lu Jiajing        | Anna Danilina Anastasija Tichonova               | 4-6, 2-6               |
| 10. | 15 luglio 2023   | ITF World Tennis Tour Naiman, Bandiera di Naiman             | Cemento     | Dang Yiming       | Feng Shuo Wu Meixu                               | 6-1, 3-6, [5-10]       |
| 11. | 19 luglio 2025   | Circuito Banco BRB, San Paolo                                | Terra rossa | Dang Yiming       | Marian Gómez Pezuela Cano Lucciana Pérez Alarcón | w/o                    |